# Prasiddhi Singh
Prasiddhi Singh, née le 31 octobre 2012 en Inde, est une entrepreneuse sociale et une activiste environnementale indienne, originaire du district de Chengalpattu au Tamil Nadu. Elle est connue pour avoir dirigé le programme de plantation de milliers d'arbres et de quatorze forêts dans toute l'Inde, avec un accent particulier sur la région tamoule faisant l'objet d'une dérogation, par le biais de la «Prasiddhi Forest Foundation» qu'elle a créée,. À Pondichéry, Prasiddhi menait alors régulièrement des activités environnementales.

## Vie privée
Prasiddhi est née en 2012 et suit actuellement ses études primaires à la Mahindra World School de Chennai. Elle a été sensible à l'activisme environnemental dès 2016 après que le cyclone Vardah a déraciné des arbres dans son quartier et détruit des villages et des terres agricoles.

## Récompenses et reconnaissance
Pour ses contributions dans le domaine de la protection sociale, Singh a reçu le Pradhan Mantri Rashtriya Bal Puraskar en 2021.